# Stolpi Etihad
Etihad stolpi je kompleks petih nebotičnikov v Abu Dabiju, prestolnici Združenih arabskih emiratov.
- Stolp 1: 69 nadstropij, 277 metrov
- Stolp 2: 74 nadstropij, 305 metrov
- Stolp 3: 54 nadstropij, 260 metrov
- Stolp 4: 61 nadstropij, 234 metrov
- Stolp 5: 55 nadstropij, 218 metrov